# Дричин (Могилёвская область)
Дри́чин (бел. Дры́чын) — агрогородок в Осиповичском районе Могилёвской области Беларуси, административный центр Дричинского сельсовета.

## Этимология
В основе названия деревни лежит личное имя Дрык.

## Географическое положение
Дричин расположен в 33 км на юго-запад от Осиповичей, в 12 км от ж/д станции Фаличи на линии Осиповичи — Старые Дороги и в 166 км от Могилёва. Связи осуществляются по автодороге Осиповичи — Шищицы. На север от деревни, граничащей на востоке и юге с лесом, находится река Птичь. Планировку деревни составляют две части, разделённые автодорогой и объединённые перпендикулярной ей главной улицей. Застройка в основном сконцентрирована на юге деревни и на западной стороне главной улицы. При этом общественные здания Дричина размещены на востоке пункта.

## История
В 1897 году Дричин, имевший в то время церковь и хлебозапасный магазин, относился к Житинской волости Бобруйского уезда Минской губернии. С февраля по ноябрь 1918 года деревня была оккупирована германскими войсками, с августа 1919 по июль 1920 года — польскими. Колхоз был создан в 1931 году. Во время Великой Отечественной войны Дричин был оккупирован немецко-фашистскими войсками с конца июня 1941 года по 29 июня 1944 года. На фронте и при партизанской деятельности погибли 22 жителя.
С 23 июля 1957 года Дричин являлся центром Дричинского сельсовета Стародорожского района, с 25 декабря 1962 года — Слуцкого района, с 6 января 1965 года — Осиповичского района Могилёвской области.

На данный момент в Дричине, центре СПК «Колхоз „Птичь“», действуют магазин, амбулатория, детский сад, ветеринарный участок, отделения связи и сберегательного банка, АТС, комплексный приёмный пункт бытового обслуживания населения.

## Население
- 1897 год — 594 человека, 92 двора[2]
- 2002 год — 270 человек, 101 хозяйство[2]
- 2007 год — 269 человек, 98 хозяйств[2]

## Комментарии
1. ↑  Названия и ударение даны по: Назвы населеных пунктаў Рэспублікі Беларусь: Магілёўская вобласць: нарматыўны даведнік / І. А. Гапоненка і інш.; пад рэд. В. П. Лемцюговай. — Минск: Тэхналогія, 2007. — С. 62. — 406 с. — ISBN 978-985-458-159-0..